# Yuji Ono
Yuji Ono (født 22. december 1992) er en japansk fodboldspiller, som spiller for den japanske fodboldklub Sagan Tosu.